# Johnny Bruck
Johannes Herbert (Johnny) Bruck (* 22. März 1921 in Halle (Saale); † 6. Oktober 1995) war ein deutscher Zeichner. Seine Bilder unterzeichnete Bruck unter anderem mit Willis, J. Plasterer, J. Plaster, Jo Shot und Johnny Crash.

## Leben
Johnny Bruck wuchs in Halle an der Saale auf. Einen Teil seiner Kindheit verbrachte er in Großbritannien. Zwischen 1936 und 1938 erlernte er den Beruf des Photolithographen. 1938 meldete er sich bei der Kriegsmarine und lernte, nachdem sein Schiff versenkt worden war, im Lazarett den Zeichner Hans Liska kennen. Aufgrund des Überziehens seines Heimaturlaubs um zehn Stunden wurde er als Deserteur zum Tode verurteilt, das Urteil wurde aufgrund des kurz darauf folgenden Endes des Zweiten Weltkriegs nicht vollstreckt. Felix Graf Luckner erwirkte seine vorzeitige Entlassung aus britischer Gefangenschaft.
Anschließend lebte er in Hamburg, wo er seine erste Frau heiratete. Sie zogen im Herbst 1945 nach Goslar/Harz, wo ihre zwei Kinder, Gerd (1947) und Verena (1949) geboren wurden. Anschließend zeichnete Bruck verschiedene Cover für Heftserien und arbeitete als Journalist für die Hannoversche Presse, die Braunschweigsche und die Goslarsche Zeitung. Seine Bilder zeichnete er zunächst für den Uta-Verlag und dann für den Pabel-Verlag. Bei Pabel zeichnete er unter anderem für die Utopia-Serie.

Schließlich wurde er Mitarbeiter des Arthur Moewig-Verlags, wo er, soweit bekannt, sämtliche Außen- und Innenillustrationen der Heftromanserie Soldatengeschichten aus aller Welt anfertigte. Bei Moewig malte er das Titelbild des ersten Bands der Science-Fiction-Serie Terra. 1959 zog er nach München, dem Sitz des Verlags. 1961 zeichnete er das erste Titelbild der gerade entstandenen Perry-Rhodan-Serie. Bis zu seinem Tod zeichnete er von der Nr. 1 bis zur Nr. 1799 alle Titelbilder der Perry Rhodan-Serie – mit Ausnahme der Titelbilder der Hefte 1788 und 1789, für die auf Agenturbilder zurückgegriffen wurde. Seine beiden letzten, zum Zeitpunkt seines Todes noch unvollendeten Titelbilder (Nr. 1792 und Nr. 1793) wurden durch seine Ehefrau und seine Tochter fertiggestellt. Außerdem zeichnete Bruck 218 Titelbilder für die Taschenbücher der Perry-Rhodan-Serie, die Titelbilder für die Silberbände Nr. 1–96, über 700 Titelbilder der Atlan-Heftromanserie sowie diverse Titelbilder und Innenillustrationen für andere im Perry-Rhodan-Universum angesiedelte Veröffentlichungen. 
Die Titelbilder der Perry-Rhodan-Heftromane Nr. 1362–1366 bzw. 1367–1369 sind mit J. Plasterer bzw. mit J. Plaster signiert. Sie stammen aber ebenso wie die Titelbilder davor und danach ebenfalls von Johnny Bruck. 1987 hatte sich der Künstler versehentlich selbst durch den Fuß geschossen. Erbost durch Hundegebell von einem nahen Hof hatte er einen Revolver eingesteckt und war hingefahren. Beim hektischen Versuch, die Waffe aus der Jackentasche zu ziehen, löste sich ein Schuss und durchbohrte Fuß und Schuhsohle. Bruck kam ins Krankenhaus, ließ sich Manuskripte und Zeichenutensilien bringen und malte tagelang im Bett. Einige der so entstandenen Bilder signierte er dann scherzhaft mit J. Plasterer bzw. mit J. Plaster. Plaster leitet sich vom englischen Wort für Gips ab.
Auch sämtliche 50 Titelbilder der Taschenbuchreihe ZBV von K. H. Scheer stammten von Bruck.
Für die Zeitschrift Die Pirsch lieferte der passionierte Jäger Bruck mindestens 200 Tierskizzen.
Schon früh erlangten Brucks zeitgeistgeprägte retrofuturistische Darstellungen Kultstatus. Bruck veränderte kontinuierlich seinen Stil bis hin zum Fotorealismus. Seine kollagenartige Darstellungen enthalten häufig Zitate, wobei er sich gelegentlich bei Surrealisten bediente.
Brucks Gesamtwerk beläuft sich geschätzt auf etwa 4.000 Malereien und Zeichnungen, womit er vermutlich der Künstler ist, der weltweit die meisten Titelbilder gemalt hat.
Zum Kreis seiner persönlichen Freunde zählte Johnny Bruck unter anderem Loriot, Udo Jürgens oder Patrick Süskind.
Er starb am 6. Oktober 1995 an den Folgen eines Motorradunfalls, als er mit seinem Motorroller in Herrsching am Ammersee ohne Helm verunglückte, als er, aus Richtung Fischen am Ammersee kommend, mit dem Auto einer älteren Frau kollidierte. Bei der Behörde in Herrsching hatte er eine Sondererlaubnis erwirkt, ohne Helm fahren zu dürfen.

## Trivia
Am 22. Februar 1996 – Bruck war zuvor im Oktober 1995 gestorben – erschien der Perry-Rhodan-Heftroman Nr. 1.800 mit dem Titel Zeitraffer. Das von Alfred Kelsner geschaffene Titelbild dieses Bandes zeigt ein Porträt Johnny Brucks.